# Passagebanan

Passagebanan i centrala Milano

Passagebanan (Passante Ferroviario di Milano) är en pendeltågstunnel under centrala Milano i Italien som invigdes 1997. Tunneln är 7,6 km lång med sex underjordiska stationer och trafikeras av pendeltåg. Första sträckan Bovisa till Porta Venezia öppnade för trafik december 1997. Tunneln förlängdes från Porta Venezia till Dateo 2002. Slutligen öppnade sista sträckan Dateo till Porta Vittoria 2004.

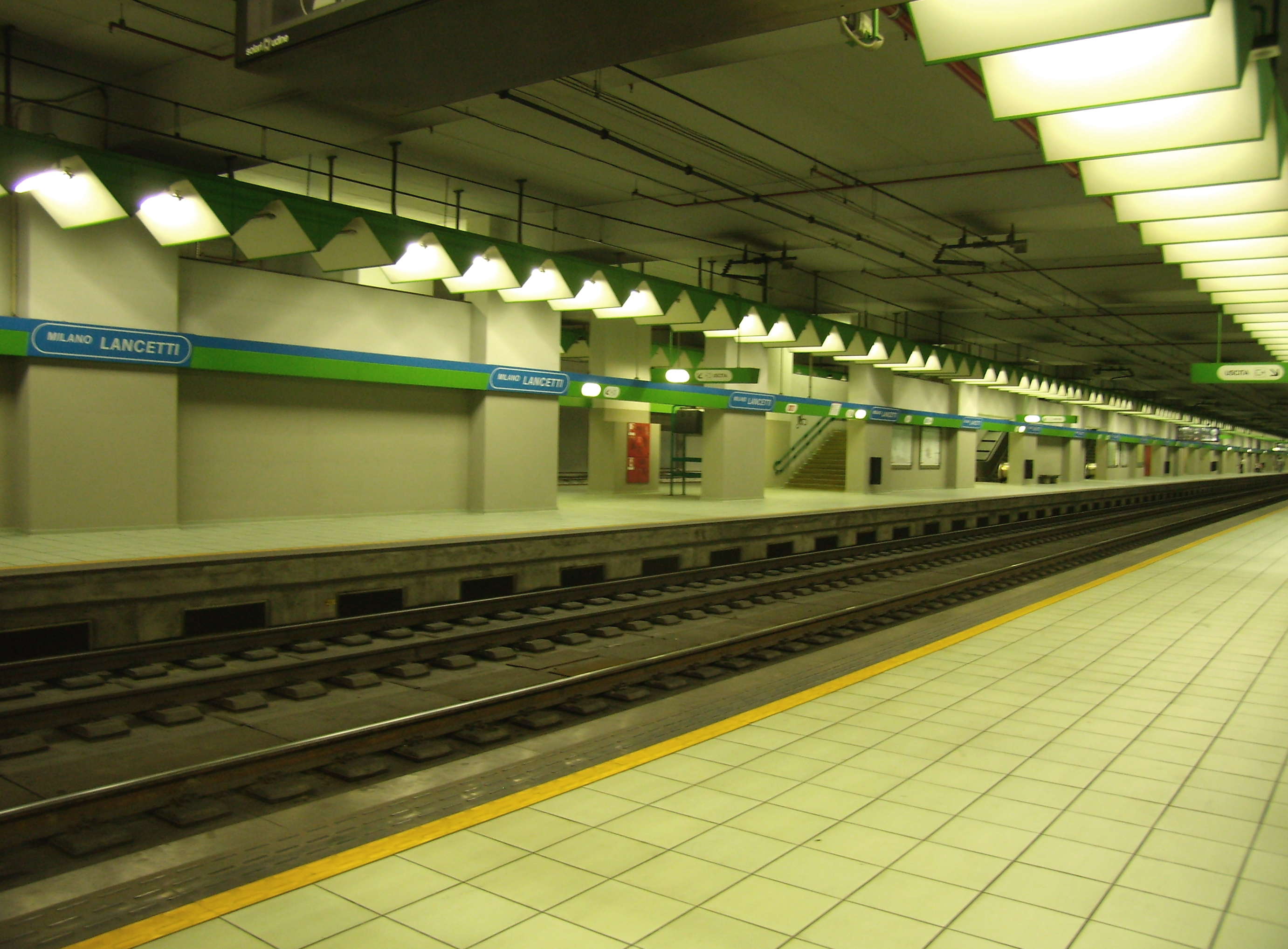
Lancetti
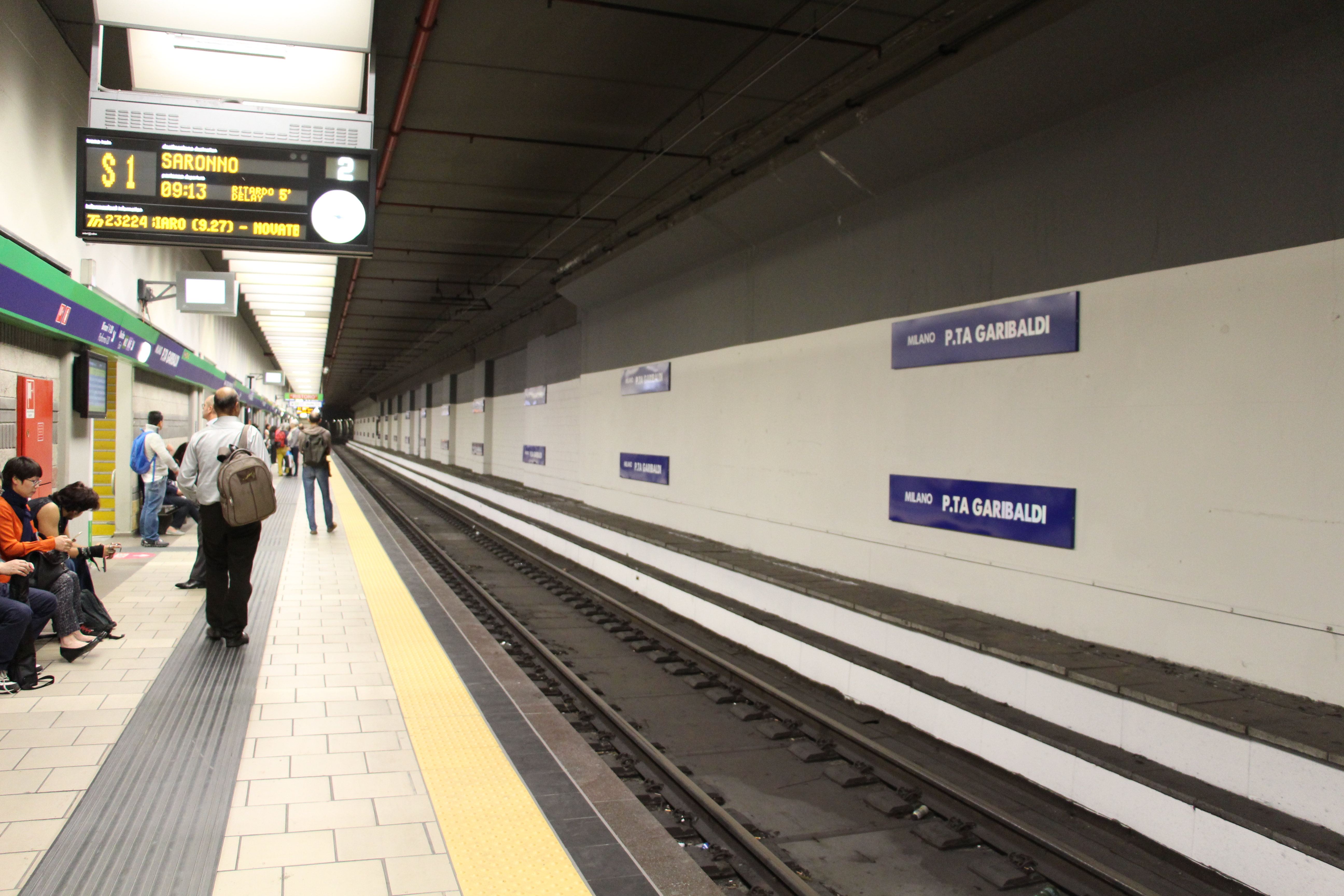
Porta Garibaldi
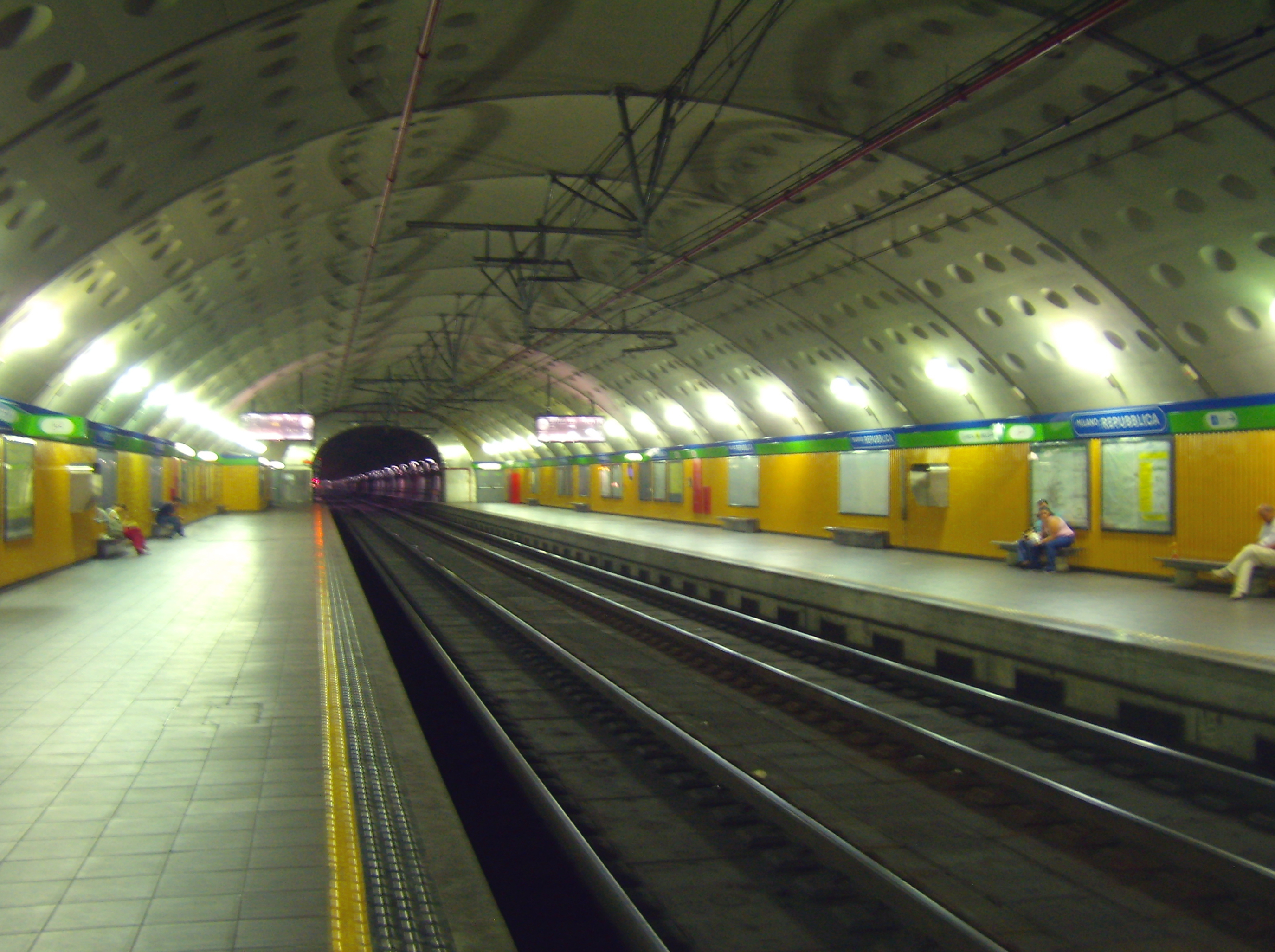
Repubblica
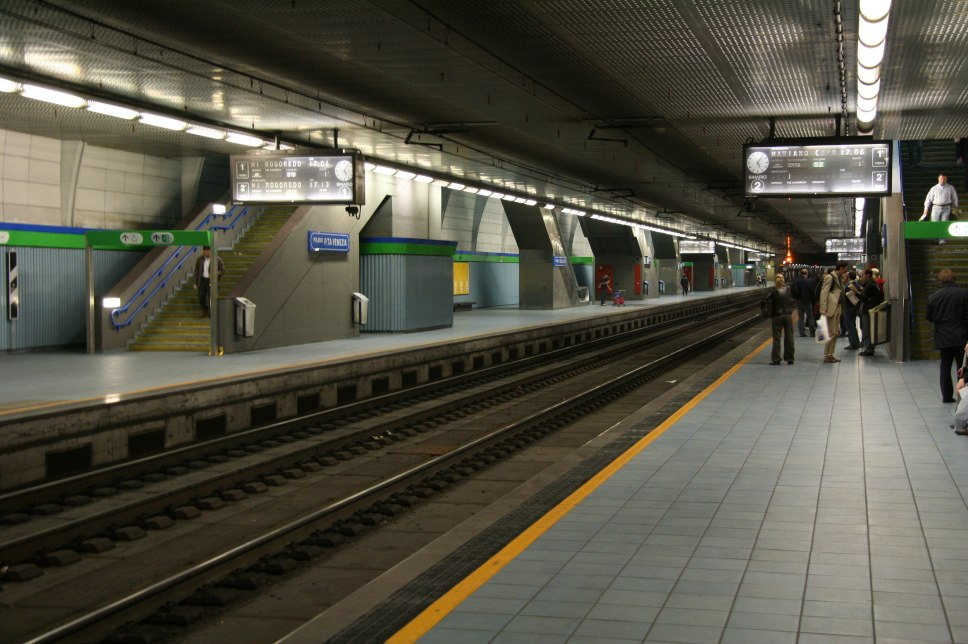
Porta Venezia
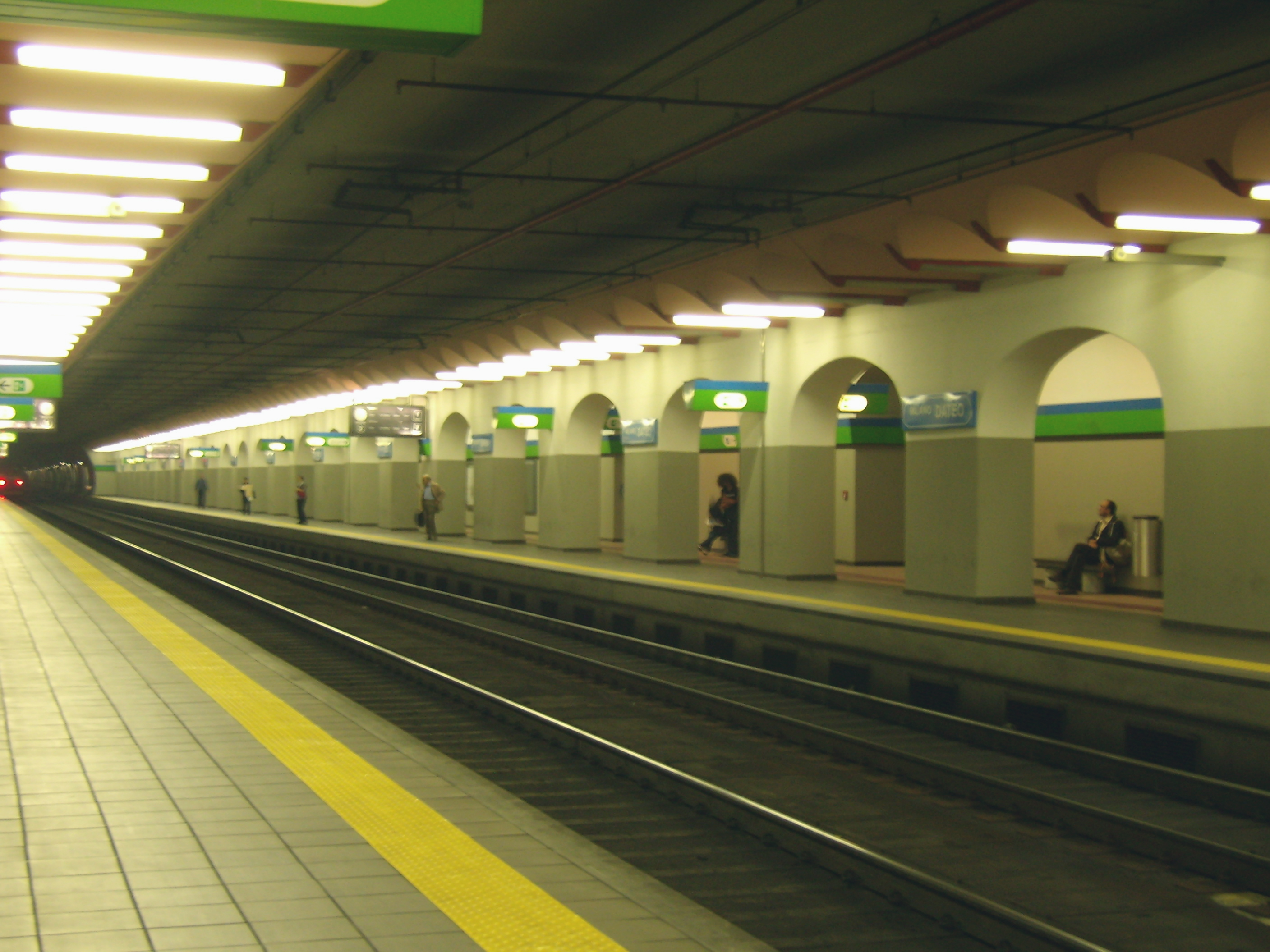
Dateo
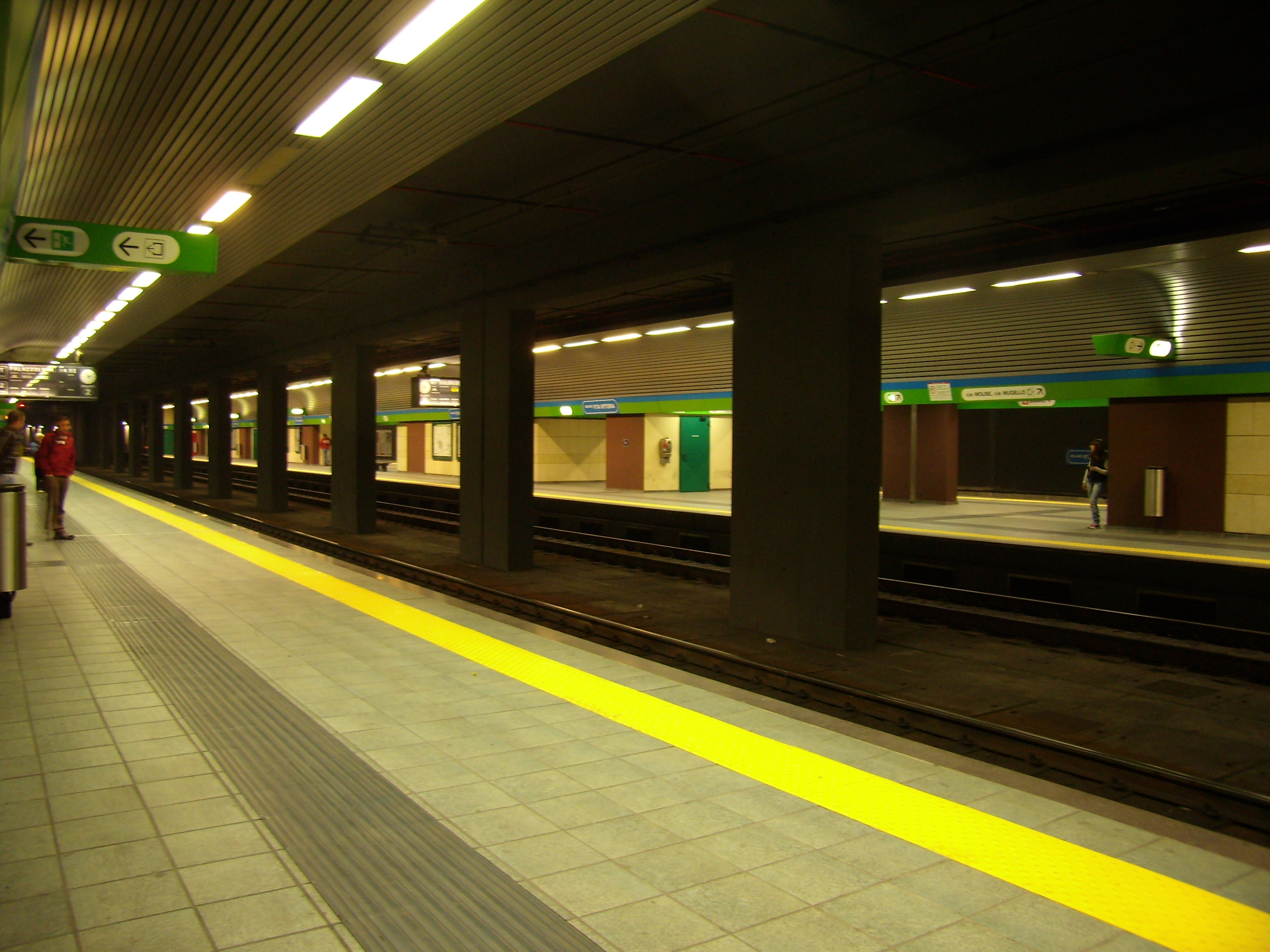
Porta Vittoria